# Гриневалд
Гриневалд (њем. Grünewald) општина је у њемачкој савезној држави Бранденбург. Једно је од 25 општинских средишта округа Обершпревалд-Лаузиц. Према процјени из 2010. у општини је живјело 600 становника. Посједује регионалну шифру (AGS) 12066116.

## Географски и демографски подаци
Гриневалд се налази у савезној држави Бранденбург у округу Обершпревалд-Лаузиц. Општина се налази на надморској висини од 132 метра. Површина општине износи 13,4 km². У самом мјесту је, према процјени из 2010. године, живјело 600 становника. Просјечна густина становништва износи 45 становника/km².